# توماس كانتي
توماس كانتي (بالإنجليزية: Thomas Canty)‏ هو رسام توضيحي أمريكي، ولد في 1952.